# 増積み擁壁
増積み擁壁（ましづみようへき）は既存の擁壁の上部に更に土留めや擁壁を設置してかさ上げをした状態を指す。宅地造成及び特定盛土等規制法や建築基準法、がけ条例に不適合であり、危険な構造であることから原則継続利用は認められない。

## 概要
土地の所有者が既存の擁壁の高さよりも高い位置をその土地の地盤高としたい場合、もとの擁壁を撤去したうえでより高い擁壁を設置するべきである。しかしその方式は費用がかさむことから既存の擁壁の上に更に擁壁やコンクリートブロック積みの土留めを設置し、そこに盛土をすることがあった。増積みした場合、既存の擁壁は既存の擁壁の高さ分の土圧に耐え得るように設計されているが、その上に更に盛土をすることで増える土圧は考慮されていないため地震や集中豪雨の際などの崩壊の危険性が高くなる。なお、見た目が似ているものに「擁壁の上のブロック塀」があるが、ブロック塀の裏側に土が盛られていない場合は擁壁ではなく塀となることから増し積み擁壁にはあたらない。